# 岩田知樹
岩田 知樹（いわた ともき、1996年1月12日 - ）は、日本の俳優である。オスカープロモーション所属。
2020年6月末までオスカープロモーション所属の俳優、モデルによって結成された男劇団 青山表参道Xのメンバーだった。
『ミュージカル・テニスの王子様3rdシーズン』青学10代目河村隆役で本格的俳優デビュー。

## 人物
- 趣味は読書・料理
- 特技は和太鼓
- 座右の銘は「ご飯粒は残さない！」
- 好きなアーティストはAimer
- ジュニアフードマイスターの資格を持つ
- 家族みんなでオーロラを見に行くことが夢
- 自宅の本棚にはあらゆるジャンルの小説を所持しており、趣味が高じて本の紹介をメインとする番組を単独で配信している。
- 帝劇のミュージカルに出演することを目標としている
- 楽屋でドッキリを仕掛けられその場で飛び上がるほど虫が大の苦手。ゴキブリを見かけたらその場で駆除してしまう程。
- コーヒーはブラック派。ミュージカルテニスの王子様出演時、地方公演の合間にフレンチプレスを購入。楽屋で度々共演者にコーヒーを振る舞っていた。
- 好きな食べ物は海老、嫌いな食べ物はそら豆。

## 出演

### 舞台
- ミュージカル・テニスの王子様3rdシーズン（2018年 - 2020年） - 青学10代目 河村隆 役
  - ミュージカルテニスの王子様　青学VS氷帝　全国大会（2018年7月 - 9月）
  - ミュージカルテニスの王子様　TEAM PARTY  SAIGAKU・HIGA（2018年10月）
  - テニミュ文化祭2018（2018年11月）
  - ミュージカルテニスの王子様　青学VS四天宝寺（2018年12月 - 2019年2月）
  - ミュージカルテニスの王子様　青学VS立海　全国大会　前編（2019年7月 - 9月）
  - ミュージカルテニスの王子様　秋の大運動会（2019年10月）
  - ミュージカルテニスの王子様　青学VS立海　全国大会　後編（2019年12月 - 2020年2月）
  - Thank-you Festival2020（2020年2月 - 3月）
  - ミュージカルテニスの王子様　Dream Live 2020（※公演中止）
- 舞台「ENDRESS REPEATERS−エンドレスリピーターズ−」（2019年7月23日） - 熊谷栄作 役（日替わりキャスト出演）
- Crea SKETCH 第0回公演無観客生配信公演『想廻SKETCH』（2020年11月6日 - 8日） - ミツル 役
- 舞台『白豚貴族ですが前世の記憶が生えたのでひよこな弟育てます』（2021年3月24日 - 28日） - アレクセイ・ロマノフ 役
- 饗宴「夜鷹無限上昇」＠DisGOONieS（2021年6月19 - 24日・26日 - 29日） - 星野慶 役（Wキャスト）
- 舞台『カリスマ de ステージ』 - 草薙理解 役
  - 『カリスマ de ステージ』～ようこそ!カリスマハウスへ～（2023年3月30日 - 4月9日、Mixalive TOKYO Theater Mixa）[1]
  - 『カリスマ de ステージ』～おかえり！カリスマハウス～（2024年6月28日 - 7月7日、品川プリンスホテル ステラボール）[2]
  - 『カリスマ de ステージ』〜集まれ!カリスマ文化祭!〜（2024年11月9日 - 13日、IMM THEATER）[3]
  - 『カリスマ de ステージ』〜帰ろう！カリスマハウス〜（2025年8月29日 - 9月9日〈予定〉、品川プリンスホテル ステラボール） - 草薙理解 役[4]
- 獣愛ブースト音楽劇『Lamento -BEYOND THE VOID-』（2024年2月16日 - 25日） - ヴェルグ 役[5]
- 舞台『口笛』（2024年7月23日 - 28日） - 舟村豊春 役[6]
- 舞台『G7』（2025年4月11日 - 15日）[7]

### Webドラマ
- 岡宮来夢project store OPEN記念特別ドラマ『サナギ』（2020年8月配信） - 上島幸喜 役

### イベント
男劇団 青山表参道X関連
- 1st Fan Event 〜 X'mas Party（2017年12月25日）
- 2nd Fan Event～ファンクラブ結成記念！ここから盛り上がっていくぞー！～ （2018年2月24日）
- 3rd Fan Event ～Happy White Day2018～ （2018年3月12日）
- DERAGAYA！東京出張SPイベント　〇〇たちのかわいいイタズラ ～佐々木もでるよ！～（2018年5月23日）
- DERAGAYA！岩田・山際・湯本のアクセル全開イベントin東京〜チャレンジャーたちの挑戦！〜（2019年4月19日・20日）

その他
- DERAGAYA！宇野結也 Birthday Event〜結〜Pt.2（2019年5月18日） - MC出演

### 配信
ONSTAGE
- 【第一回】岩田・山際・湯本の「アクセル全開ONTUBER！」（2019年3月13日配信）
- 【第二回】岩田・山際・湯本の「アクセル全開ONTUBER！」（2019年4月4日配信）
- 【第三回】岩田・山際・湯本の「アクセル全開ONTUBER！」（2019年5月27日配信）
- ♯1 文系男子、岩田の家にて良書を巡る癒しの一時。（2020年5月17日配信）
- ♯2 文系男子、岩田の家にて良書を巡る癒しの一時。（2020年5月29日配信）
- ♯3 文系男子、岩田の家にて良書を巡る癒しの一時。（2020年6月13日配信）
- ♯4 文系男子、岩田の家にて良書を巡る癒しの一時。（2020年8月8日配信）
- 文系男子、岩田の家にて良書を巡る癒しの一時。〜読書の秋スペシャル配信〜1（2020年9月19日配信）
- 文系男子、岩田の家にて良書を巡る癒しの一時。〜読書の秋スペシャル配信〜2（2020年9月19日配信）
- ♯5 文系男子、岩田の家にて良書を巡る癒しの一時。（2020年10月17日配信）
- ♯6 文系男子、岩田の家にて良書を巡る癒しの一時。（2020年11月22日配信）
- ♯7 文系男子、岩田の家にて良書を巡る癒しの一時。（2020年12月20日配信）
- ♯8 文系男子、岩田の家にて良書を巡る癒しの一時。-最終回-（2021年1月30日配信）

### MV
- 降幡愛「真冬のシアーマインド」（2021年）[8]